# Бабаханян, Алекса
Алекса Бабаханян (род. 16 сентября 1966) — армянская легкоатлетка, специалистка по бегу на длинные дистанции и марафону. Выступала за сборную Армении по лёгкой атлетике на чемпионате мира в Эдмонтоне, действующая рекордсменка страны в марафоне (2:56:57).

## Биография
Алекса Бабаханян родилась 16 сентября 1966 года.
Во второй половине 1990-х годов постоянно проживала в США, где регулярно принимала участие в различных шоссейных соревнованиях на длинные дистанции, преимущественно на территории штата Нью-Йорк. Так, в ноябре 1997 года пробежала свой первый марафон — Нью-Йоркский, где показала результат 3:02:15 и заняла в женском зачёте 36-е место.
В 1998 году одержала победу на полумарафоне Бруклине (1:19:52) и финишировала второй на полумарафоне в Квинсе (1:21:50), заняла 24-е место на Бабушкином марафоне в Дулуте (2:49:40).
В 1999 году была третьей на полумарафонах в Бруклине (1:20:12) и Квинсе (1:20:28).
В 2000 году стартовала на марафоне в Колумбии, на котором проводился национальный отбор в олимпийскую сборную США, но сошла здесь с дистанции.
В 2001 году вошла в основной состав армянской национальной сборной и удостоилась права защищать честь страны в марафоне на чемпионате мира в Эдмонтоне — в итоге заняла здесь 47-е место, установив при этом ныне действующий национальный рекорд Армении — 2:56:57. По окончании этих соревнований завершила спортивную карьеру.